# Ничке 3000
Никола Давић (Нови Сад, 1992), познатији као Ничке 3000 (стилизовано: Nichke 3000) или Волвокс Носферату (Volvox Nosferatu), јесте српски репер, ем-си, аудио-визуелни уметник и водитељ подкаста. Члан је групе „Клика” и подгрупе „Кардеж”.

## Биографија

### Рани живот и оснивање бенда
Никола Давић је рођен у Новоме Саду 1992. године. У истом граду је завршио и основну школу. Касније школовање је наставио у Карловачкој гимназији. Тамо упознаје Миксу Админа (Михаило Хераковић). Пошто се Ничке 3000 и Главата Мајмунчина знају из детињства, Ничке је спојио њих тројицу и направио групу „Кардеж” 2012. године. 
Продукција „Ките и јаја” је основана и пре званичног оформљавања групе „Кардеж”, а служила је само за неке експерименте с метал музиком. С „Кардежом” она добија данашњи значај.
Овај трио је одрастао на музици хипхоп групе „Бед копи” што је јако утицало на њихов стил који отворено псује, пева о дрогама и осталим андерграунд елементима. Ничке 3000 за своју музику каже да је жанра комичан хипхоп.
Уписао је студије филма у Новом Саду које никад није завршио.
Године 2015. режирао је позоришну драму „Упомоћ, трудна сам са ванземаљцем”. Главна прича те драме „је да двојица дангуба, ученика матураната, који ништа не раде осим што блеје, добијају задатак да напишу драму која ће се приказивати последњег дана школе и то је њихов назив драме.”
Ничке се једно време опробао и као глумац, а изведбу „Велика очекивања” одглумио је у Српском народном позоришту 2019. г.

### Музичка каријера
Њихова прва песма „Девет вода” изашла је крајем новембра 2011. године више је у у реге стилу него у репу, а доминантан језик је био енглески (само Носферату Нечисти пева на српском).
Године 2012. Кардеж избацује први спот и то за сингл „Карам дрво” који је достигао националну популарност. Због свог недефинисаног стила, дендрофилије, ова група као и Ничке 3000 постала је касније једна од утицајних у андерграунд поткултури. Спот је у целости сниман на Лиману, у родном крају све тројице чланова. Потврду њихове афирмације дали су репери као што је Ајс Нигрутин (коме су омиљене српске реп песме „Карам дрво” и „Адаптер”), Скај Виклер и Војко В.
Имао је више стотина наступа, а у априлу 2021. г. наступао је у Спенсу, на полувремену кошаркашке утакмице.
Дана 8. марта 2020. г., Ничке 3000 је женама поклонио свој албум Dummy Nicc.
Хит сингл „Ако хумрем данас бебо” на којем Волвокс гостује групи Бекфлеш, уврштен је 2021. г. у Емсиклопедијину листу најбољих песама новог таласа хипхопа. 
Дана 22. фебруара 2022. године је у сарадњи с Главатом Мајмунчином и Рођеним избацио промотивни видео-спот за кошаркашки клуб ICTP. 

### ПодкастЈоца и Ниџа
Године 2017. Волвокс и Главата Мајмунчина почињу са емитовањем подкаста „Јоца и Ниџа шоу” у продукције „Клиника”. Један од оснивача Продукције „Клиника” је у странци „Ниједан од понуђених одговора”, тако да су простор у другој сезони добили од Града Новога Сада. Овај веома гледан подкаст је постао познат по неконвенцоналним методама водитеља који не поступају по устаљеним новинарским, интервјуерским праксама већ конзумирају алкохол и наркотике усред емисије заједно са гостима. Ничке 3000 је рекао да је то концепт како иначе се иначе они друже (у сленгу: блеје) и само су поставили камере и почели да снимају с тим што нису тако агресивни приватно, већ је то само због велике количине алкохола и дрога које конзумирају у подкасту. Дешавало се и то да Ничке 3000 не заврши емисију до краја због прекомерног уноса алкохола и наркотика. Водитељ Теша Тешановић је прокоментарисао да у њиховом подкасту нема ограничења, већ да је све дозвољено.

Војко В је изразити љубитељ овог подкаста, а 2021. г. је и гостовао. У једној песми Војко В им је посветио строфе:
Гмижем по комшилику и слушам шта се прича, / ко има најбољи шоу? – Јоца и Ниџа!

## Приватни живот
Свој псеудоним је позајмио од биолошког рода волвокс у који спадају једноћелијски организми бичари. 

Ничке 3000 је приватно велики љубитељ дум метал и дет метал музике. Његово карактеристично питање које пита све госте је: „Да ли слушаш метал?” Он је једном јавно признао да реп ради само зато што је организацијски лакше, иначе би радио само метал ког највише слуша. Поред хеви метала, он је изјавио да воли углавном све да слуша:
„Мислим да се нове генерације слабо ограничавају. Ја слушам све и неко ко слуша рок блеји са неким ко слуша фолк. Сад се само блеји, неко пусти метал песму буде до јаја, па онда пусти Милета Китића и преложим се на песму.”
Иако се декларише као хетеросексуалац, Давић је пред камерама у Јоца и Ниџа шоу љубио у уста другог водитеља и репера Јована Грунчића. Слична сцена догодила се и на снимању скеча за емисију Дневњак само што му је партнер тада био Младен Каназир (Ђомла из Бекфлеша и Клике).
Велики је љубитељ УФЦ-а, стрипофил је и филмофил је. Ничке 3000 је такође велики љубитељ порнографских филмова и једном је издвојио то да има у плану да буду први на свету који су радили порно подкаст. Изјаснио се да није верник, али је теиста, јавно се декларише као конзумент наркотика.
Од малена, Ничке 3000 је оболео од деформације очију и зато од раног доба носи наочари за вид.

## Контроверзе
У ноћи између 30. и 31. августа, српски репер Ђус је имао обрачун са водитељима после питања о покрету „Левијатан” оптуживши га да ради за полицију и безбедносне снаге. Водитељи су инсистирали да одговори на питање каква је веза између њега, „Левијатана” и Полиције Србије. После неколико минута расправе, Ђус, Главата и Ничке 3000 су наставили емисију. Касније су Ничке 3000 и Главата на Инстаграму снимали видео-приче у којима позивају Ђуса да се извини или ће га избости. Остало је нејасно да ли је ово у шали речено.

## Дискографија
- Албуми:
  - Сурф Бог у Свемиру (2019)
  - Dummy Nicc (2020)[9]
- Мини-албуми:
  - 4 песме од николе (2020)